# Richard Brosi
Richard Brosi (* 8. Mai 1931 in Chur; † 11. April 2009 in Zürich) war ein Schweizer Architekt.

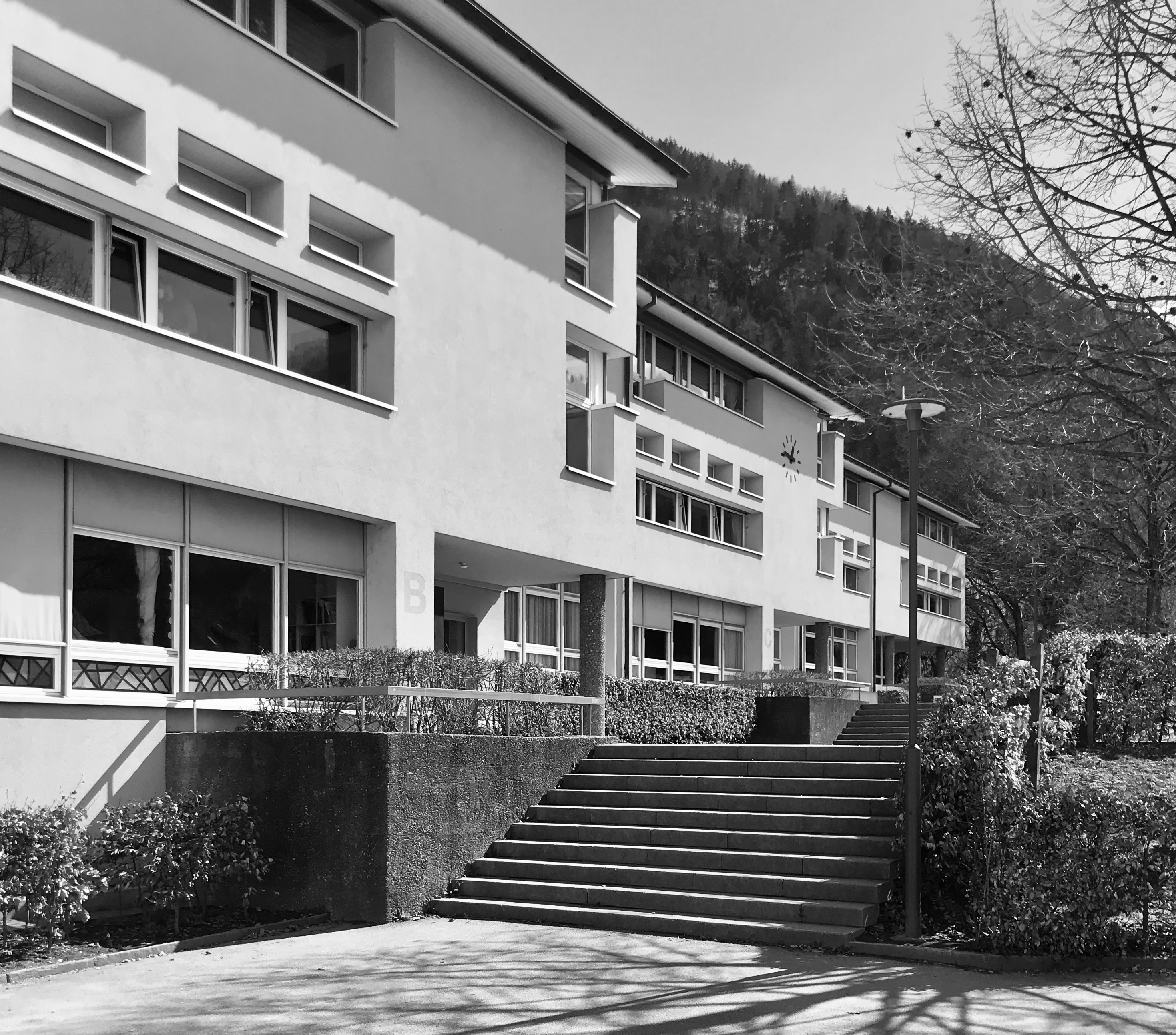
Montalinschulhaus, Chur

## Werdegang
Richard Brosi war nach dem Diplom an der ETH Zürich 1958 und Praktika bei Otto Glaus und Jakob Zweifel 1959 für ein Jahr in Rotterdam. Anschliessend eröffnete er ein eigenes Büro und beteiligte sich erfolgreich an zahlreichen Wettbewerben, vor allem des Schulbaus in Graubünden. So wurden Schulen im Averstal 1965, diejenigen in Pany und Compatsch 1968 sowie 1972 die Schule von Santa Maria nach seinen Plänen errichtet. Viele seiner Werke entstanden in Zusammenarbeit mit anderen Architekten, wie etwa die Bauten für die PTT in Chur mit Robert Obrist. 1994 ging er eine Partnerschaft mit Kurt Gahler und Hermann Masson ein.

## Bauten

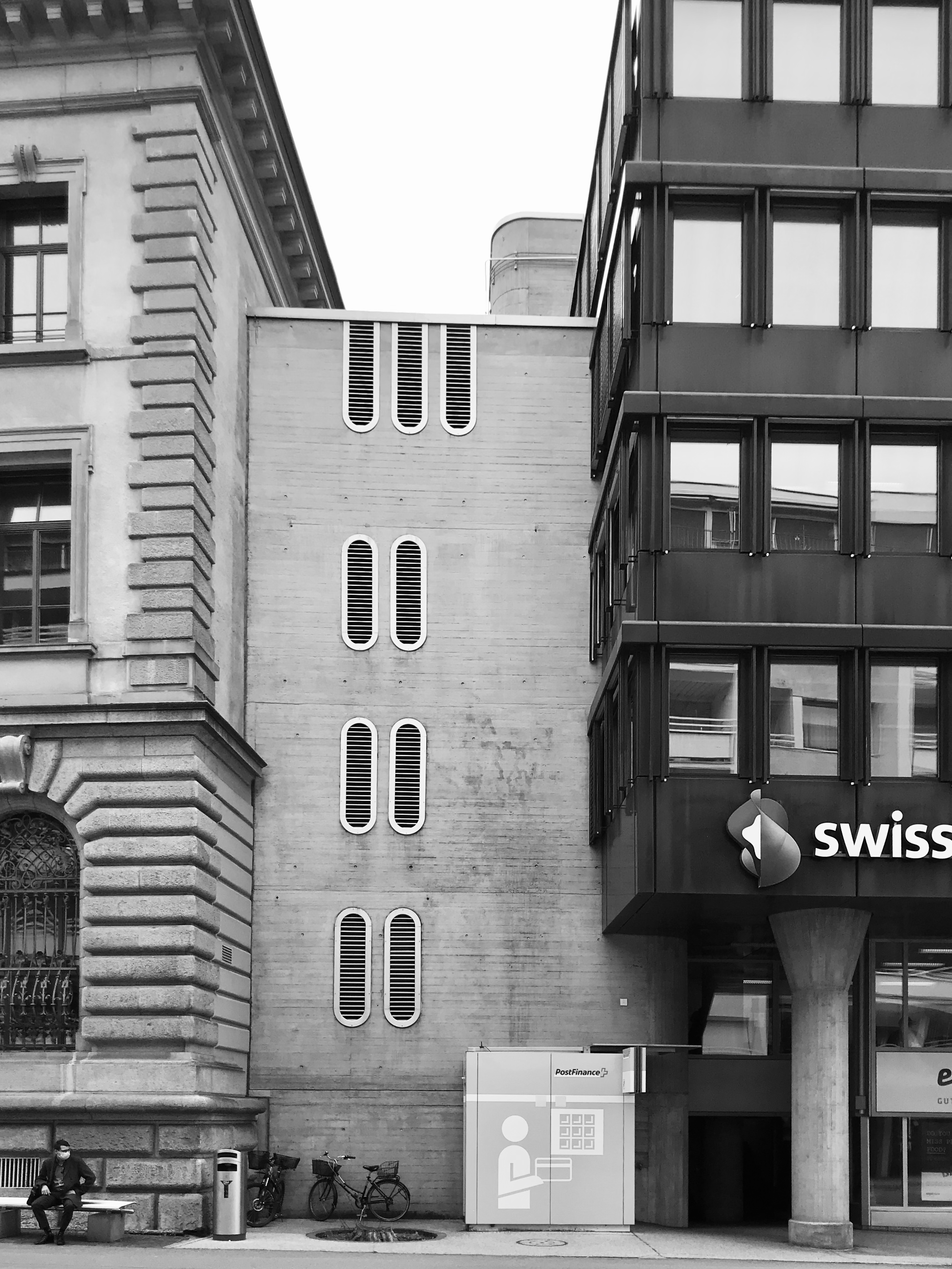
Fuge - PTT-Betriebs- und Verwaltungsgebäude, Chur

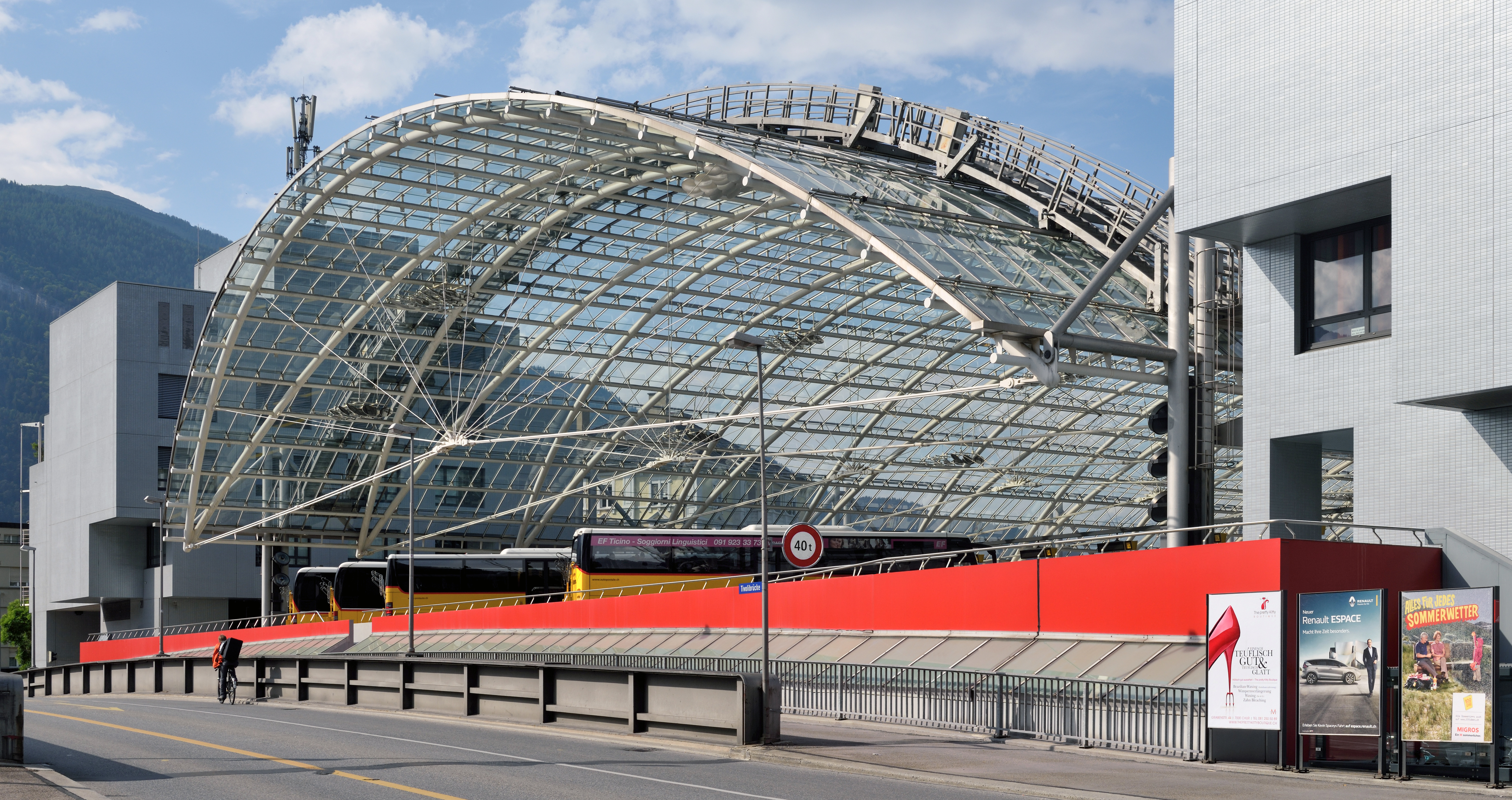
PTT Bahnhof, Chur

- 1963: 3. Preis Bündner Kantonsschule, Chur[2]
- 1963 / 1996: Montalinschulhaus, Chur (2017 erweitert von Conradin Clavuot)[3]
- 1965: Schulhaus, Avers-Cresta
- 1968: Schulhaus, Pany
- 1968: Schulhaus, Samnaun-Compatsch mit Flotron[4]
- 1972: Schulhaus, Santa Maria im Münstertal
- 1974: Schulhaus mit Hallenbad, Zernez[5]
- 1979: St. Jakob, Acla[6]
- 1978/1992: Plantahof, Landwirtschaftliche Schule, Erweiterung und Umbau, Landquart
- 1974–1982: PTT-Betriebs- und Verwaltungsgebäude, Chur
- 1981: Kulturzentrum Pestalozza, Chur
- 1988: Braunsches Gut – Wohnsiedlung, Chur
- 1993: PTT-Bauten Bahnhof, Chur mit Robert Obrist
- 1995: Graubündner Kantonalbank, Davos-Platz
- 1996: Schweizerisches Institut für Schnee- und Lawinenforschung, Davos

## Auszeichnungen und Preise
- 1994: Auszeichnung für gute Bauten Graubünden für PTT-Betriebs- und Verwaltungsgebäude, Chur

## Ehemalige Mitarbeiter
- 1977–1979: Gioni Signorell